# Hunulf
Hunulf (latinsky Onoulphus) (5. století - 493 Ravenna) byl římský generál skirského původu na konci 5. století. V letech 477 až 479 sloužil jako magister militum Východořímské říše v provincii Illyricum, poté byl generálem u svého bratra a italského krále Odoakera.

## Životopis
Byl skirského původu. Jeho otec byl král Edeko. Spolu se svým bratrem Odoacerem byl vychováván na dvoře hunského vůdce Attily. Ve 40. letech 5. století vstoupil do římské armády, kde byl podněcován k tomu, aby porušil smlouvu s Ostrogóty. V roce 469 se svým otcem Edekem připojil ke králi Hunimundovi v bitvě u Bolie, kde byli společně s koalicí germánských kmenů poraženi ostrogótským králem Theodemirem. Po této bitvě se o kmenu Skirů nedochovaly žádné informace, podle Jordanese se kmen pravděpodobně sloučil s kmeny Rugiu a Herulů.
Od roku 477 působil jako magister militum v Ilýriku. V tomtéž roce na příkaz císaře Zena zabil římského konzula Armatu, navzdory tomu, že byl pod jeho ochranou.
Svou pozici v Ilýriku si udržel až do roku 479, kdy upadl v nemilost. Poté nalezl útočiště u svého bratra Odoacera, který se stal italským králem. Pod ochranou Odoacera vedl boje s králem Rugijů Frederichem. Snažil se evakuovat spojence a přesídlit je do Itálie. Zbývající Rugiové utekli a uchýlili se k Ostrogótům. Opuštěná provincie byla v roce 493 obsazena Langobardy.
Loajální k bratru Odoacerovi zůstal i v boji proti ostrogótskému králi Theodorichovi Velikému, během obléhání Ravenny v roce 493, v niž byl král Odoacer zabit. Po smrti Odoacera hledal Hunulf útočiště v kostele, ale byl zde dostižen a zabit ostrogótskými lukostřelci.